# Cennino Cennini

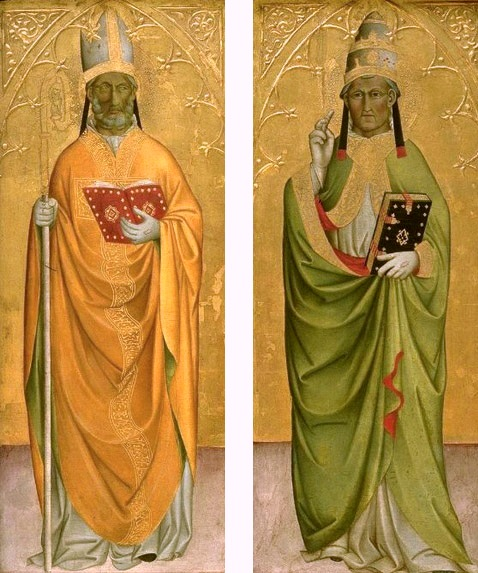
Polyptochon, altartavla av Cennino Cennini.

Cennino d'Andrea Cennini, omkring 1370, död omkring 1440, var en italiensk målare påverkad av Giotto och elev till Agnolo Gaddi.

## Biografi
Cennini föddes i Colle di Val d'Elsa, Toscana. Han är främst ihågkommen för att ha skrivit Il Libro dell'arte, ofta översatt som The Craftsman handbook (svensk översättning: Boken om målarkonsten, 1947). Först antogs den vara skriven i början 1400-talet, och är en bok om hur man kan förnya konsten. Den innehåller information om pigment, penslar, målardukar, freskoteknik , och tekniker och tricks, inklusive detaljerade anvisningar för grundning, undermålning och övermålning med äggoljetempera. 
Cennini för också en tidig, om än något rå, diskussion om målning i olja. Hans diskussion om oljemålning var viktig för att skingra myten, driven av Giorgio Vasari och Karel van Mander, om att oljemålning uppfanns av Jan van Eyck. Även Theophilus (Rogerus från Helmarshausen) ger klara instruktioner för oljebaserad målning i sin avhandling, On Divers Arts, skriven 1125.
Datumen för Cenninis liv är mycket spekulativa. Det antas ofta felaktigt att han levde 1437 eftersom detta datum visas på en av kopiorna av hans manuskript. Detta diskuteras av Daniel V. Thompson i förordet till hans auktoritativa översättning av Il Libro dell'arte. Thompson själv vill inte spekulera i Cenninis levnadsår, en säker indikation på att det saknas bevis på denna punkt. Således är dateringen av Cenninis bok till "tidigt 1400-tal" enligt ovan bara en gissning. De tekniker Cennini beskriver är förankrade i de sena 1200- och tidiga 1300-talen. Det finns inga belägg i hans skrifter av att den spännande utvecklingen av oljemålning äger rum i början av 1400-talet. Detta tyder på att hans bok faktiskt skrevs redan någon gång på 1300-talet.
Cennini avsikt var att ge en praktisk handbok för målare under utbildning. Tillsammans med tekniska metoder, gav Cennini råd om vilken livsstil som en ung målare bör vinnlägga sig om. "Ditt liv bör ordnas precis som om du studerade teologi , eller filosofi , eller andra teoretiska ämnen, det vill säga, äta och dricka måttligt, åtminstone två gånger om dagen, välja smältbara och hälsosamma rätter, och lätta viner, spara och vara rädd om händerna, såsom att bevara den från sådana ansträngningar som att lyfta stenar, och många andra saker som inte är bra för din hand. Det finns en annan sak som kan göra din hand så ostadig att den vacklar mer och fladdrar mycket mer än löv gör i vinden, och detta är att hänge sig åt för mycket sällskap med kvinnor."
Enligt Victoria Finlay, i hennes bok Colour:Travels Through The Paintbox, var den ökände brittiske förfalskaren Eric Hebborn starkt präglad av Cennini. Den sista boken Hebborn skrev innan han blev brutalt mördad var The Art Forgers Handbook. Finlay skriver att han "använt och anpassat Cenninos råd i full utsträckning – vad gäller att förbereda paneler, toning papper i olika färger, för att göra helt nya verk som ser ut som om de hade varit lackad någon gång tidigare (med vispad äggvita som lämnades över natten och sedan målade på med en pensel), precis som mästaren rekommenderade."

## Utgåvor och översättningar
- Thompson, DV, Jr (1932-3) Cennino d'Andrea Cennini da Colle di Val d'Elsa. Il Libro dell'Arte , 2 vols. New Haven: Yale University Press.[Edition och engelsk översättning]
- Thompson, DV, Jr (1933) The Craftsman handbok "Il Libro dell 'Arte" av Cennino d'A. Cennini , New Haven: Yale University Press. [Reprint av den engelska översättningen volymen enbart av ovanstående: Dover Publications, New York, 1960].

Enligt Thompson (i The Craftsman Handbook ), finns inga kända målningar av Cennini bevarade. Således behöver bilderna på denna sida ytterligare referenser.